# Tittmoning

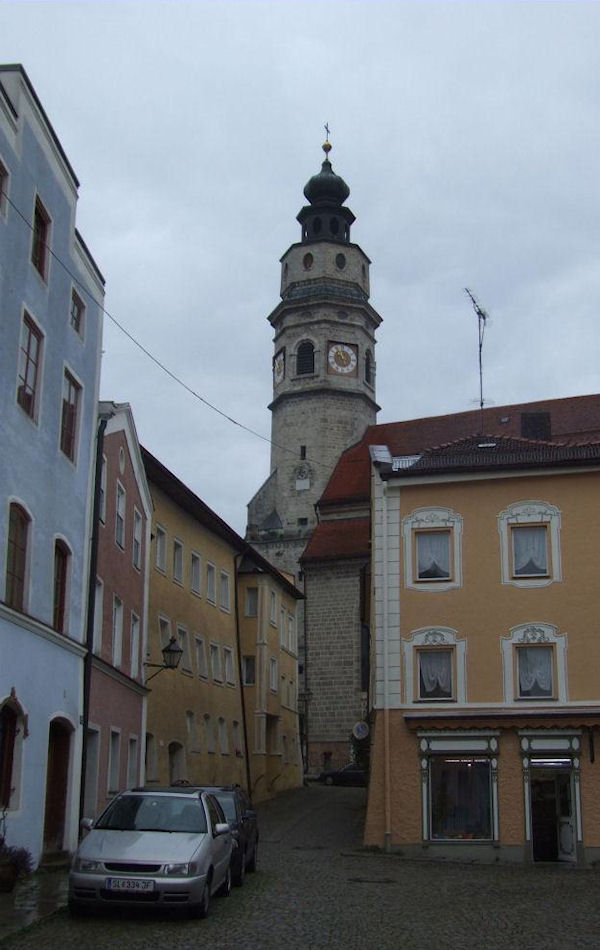
Tittmoning

Tittmoning este un oraș din districtul Traunstein, regiunea administrativă Bavaria Superioară, landul Bavaria, Germania. 